# Beeskower Platte
Die Beeskower Platte ist eine weitgehend geschlossene Hochfläche im Brandenburger Landkreis Oder-Spree. Sie ist nach der Kreisstadt Beeskow benannt.
Bei der flachwelligen Platte handelt es sich überwiegend um eine saaleeiszeitliche Grundmoräne. Die heutige Oberflächengestalt hat sich durch die erneute Vergletscherung in der letzten Eiszeit herausgebildet. Das mittlere Höhenniveau schwankt zwischen 60 und 75 m ü. NN, die angrenzenden Niederungen liegen auf einer Höhe von etwa 38 bis 45 Metern. Die höchste Erhebung bildet mit 150,2 Metern die Stauchmoräne Dubrower Berge im nordwestlichen Randbereich der Platte. Die Hochfläche wird an drei Seiten von der Spree umflossen beziehungsweise von den Spreetalungen begrenzt, darunter dem Berliner Urstromtal. Einen Teil des westlichen Abschlusses bildet der zweitgrößte natürliche See Brandenburgs, der Scharmützelsee. Die Kulturlandschaft des Plateaus prägen weite Ackerflächen. Die Beeskower Platte war die zentrale Region der mittelalterlichen Herrschaft Beeskow, die zur Markgrafschaft Lausitz gehörte. Erst 1575 fielen die Herrschaft und damit das Plateau faktisch an Brandenburg.
Als Beeskower Platte wird zudem die Naturräumliche Haupteinheit Nr. 824 in der Haupteinheitengruppe Ostbrandenburgisches Heide- und Seengebiet bezeichnet. Die geologische Beeskower Platte und der Naturraum Beeskower Platte unterscheiden sich in ihrer Abgrenzung.

## Lage und Abgrenzung
Die Beeskower Platte befindet sich südlich des Berliner Urstromtals und südlich des Verwaltungs- und Wirtschaftszentrums Fürstenwalde. Die namengebende Stadt Beeskow liegt am mittleren Ostrand des Plateaus rund 80 Kilometer südöstlich von Berlin und etwa 30 Kilometer südwestlich von Frankfurt (Oder). Nördlich der Platte verläuft die Bundesautobahn 12 von Berlin über Frankfurt nach Polen. Hauptverkehrsader ist die Bundesstraße 246, die das Plateau etwa in der Mitte von West nach Ost passiert. Die Bundesstraße 87 quert einen Teil des Gebiets am Ostrand von Nord nach Süd. In etwa parallel zur Bundesstraße 246 quert die eingleisige Nebenbahn Königs Wusterhausen–Grunow die Hochfläche. Die Glienicker Schlucht, die sich in der glazialen Rinne des Blabbergrabens in einer Breite von rund 100 Metern bis zu 25 Meter tief in die Beeskower Platte geschnitten hat, überbrückt die Bahnstrecke auf dem 1898 erbauten, denkmalgeschützten Lindenberger Viadukt. Bahnhöfe oder Haltepunkte bestehen in Wendisch-Rietz, Lindenberg, Buckow und Beeskow.

### Geomorphologische Platte

#### Definition (Übersicht)
In großräumigen Darstellungen wird die nordwestlich angrenzende Storkower Platte unter dem Begriff Beeskower Platte subsumiert. Mitunter werden zudem die Lieberoser und Beeskower Platte ohne Differenzierung als Beeskower Platte gekennzeichnet oder als Beeskow-Lieberoser Platte in einem Begriff zusammengefasst. Bei kleinräumiger Betrachtung wird die Beeskower Platte als geologische Hochfläche wie folgt abgegrenzt:
- Nördliche/Nordöstliche Begrenzung: Berliner Urstromtal, Luftlinie rund 15 Kilometer
- Östliche Begrenzung: Schwielochsee-Spree-Rinne, Luftlinie rund 21 Kilometer
- Südliche Begrenzung: Rinne der Krummen Spree, Luftlinie rund 18 Kilometer
- Westliche Begrenzung: Scharmützelsee-Glubigseen-Rinne, Luftlinie rund 23 Kilometer.

#### Nördliche/Nordöstliche Begrenzung: Berliner Urstromtal
Etwa zwischen Fürstenwalde und Sauen/Neubrück begrenzt das Berliner Urstromtal die Beeskower Platte nach Norden. Das Urstromtal, das die Schmelzwasser des Frankfurter Stadiums der letzten Eiszeit vor rund 18.000 Jahren abführte, verläuft hier von Nord (Fürstenwalde) nach Südost (Sauen/Neubrück) und wird in entgegengesetzter Richtung von der Spree und teils vom Oder-Spree-Kanal durchflossen. Teilabschnitte des Flusses werden in diesem Bereich als Fürstenwalder Spree und Drahendorfer Spree bezeichnet. Während die Beeskower Platte zu den übrigen Talungen überwiegend allmählich abfällt, kennzeichnet die Grenze zum Urstromtal eine streckenweise deutliche Hangkante. Nördlich des Urstromtals schließt sich die Lebuser Platte an.

#### Östliche Begrenzung: Schwielochsee-Spree-Rinne

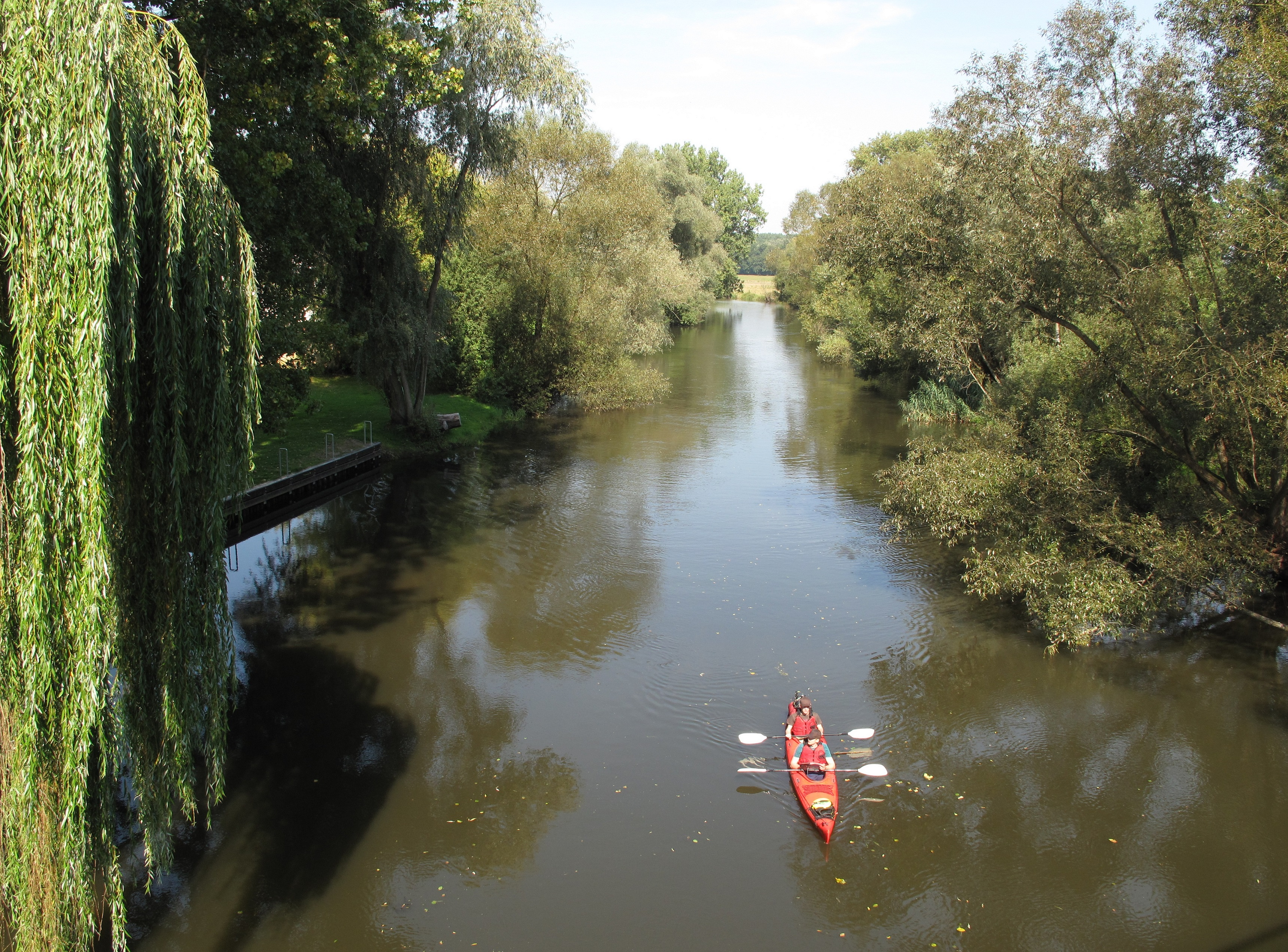
Krumme Spree bei Kossenblatt

Aus südlicher Richtung vom Schwielochsee/Glower See kommend, mündet die Spree etwa bei Neubrück in das Berliner Urstromtal ein. Zwischen dem Schwielochsee/Glower See und Neubrück nutzt sie für ihren Lauf eine weichselglaziale Nebenrinne, die zwischen dem Berliner und Baruther Urstromtal von Norden nach Süden verläuft. Den Mittelpunkt des Zwischenurstromtals bildet mit einer Wasserfläche von 13,3 km² der größte natürliche See Brandenburgs, der Schwielochsee, in den der Fluss bei seiner Dreiviertel-Umrundung der Beeskower Hochfläche von Westen her mit einem Nebenarm einmündet; der heutige Hauptarm der Spree fließt in den sogenannten Hals zwischen dem Schwielochsee und Glower See. Etwa auf halber Strecke der östlichen Platten-Begrenzung liegt der Kern der Stadt Beeskow im Spreetal. Jenseits der Niederung schließen sich im Südosten die Nordausläufer der Lieberoser Platte an, die etwa bei Ragow in das in diesem Bereich stark verbreiterte Berliner Urstromtal übergehen.

#### Südliche Begrenzung: Rinne der Krummen Spree
Die südliche Plattenbegrenzung bildet der 22,4 Kilometer lange Spreeabschnitt zwischen dem Neuendorfer See und dem Schwielochsee/Glower See, die sogenannte Krumme Spree. Die Bezeichnung findet sich bereits im Krummspreeischen Kreis, der im 17. Jahrhundert in der Niederlausitz bestand. Zwar wurde die Krumme Spree zwischen 1906 und 1912 erheblich begradigt und der Flusslauf um 45 % gekürzt, dennoch hat der Flussabschnitt einen nach wie vor stark mäandrierenden Charakter. Die bei der Begradigung abgeschnittenen Flussschlingen sind als Altarme noch vorhanden und werden im Rahmen des Gewässerentwicklungskonzepts Krumme Spree renaturiert und wieder durchgängig gemacht. Im glazialen Rinnensystem wird die Niederung nach dem Dorf Briescht als Brieschter Talung bezeichnet. Die Talung, in der die Spree von West nach Ost fließt, trennt die Beeskower Platte vom Unterspreewald mit dem Biosphärenreservat Spreewald und von den Moränenflächen der Leuthener Sandplatte.

#### Westliche Begrenzung: Scharmützelsee-Glubigseen-Rinne
Die westliche Begrenzung der Beeskower Platte bildet die Scharmützelsee-Glubigseen-Rinne, die vom Berliner Urstromtal bei Fürstenwalde/Langewahl nach Süden in leicht südwestlicher Richtung bis nach Alt-Schadow am Neuendorfer See verläuft. Von Nord nach Süd besteht die Rinne aus folgenden topographischen Objekten: Petersdorfer See, Wierichwiesen (Niedermoorwiesen), Scharmützelsee, Kleiner Glubigsee, Großer Glubigsee, Glubig-Melang-Fließ (teils auch als Grubenmühlenfließ bezeichnet), Springsee, Glubig-Melang-Fließ, Melangsee, Grubensee (auch: Tiefer See), Godnasee und Josinsky-Luch. Flossen die Schmelzwasser der Rinne ursprünglich nach Süden Richtung Baruther Urstromtal/Spreewald, so hat sich die Fließrichtung nacheiszeitlich nach Norden zum Berliner Urstromtal umgekehrt.

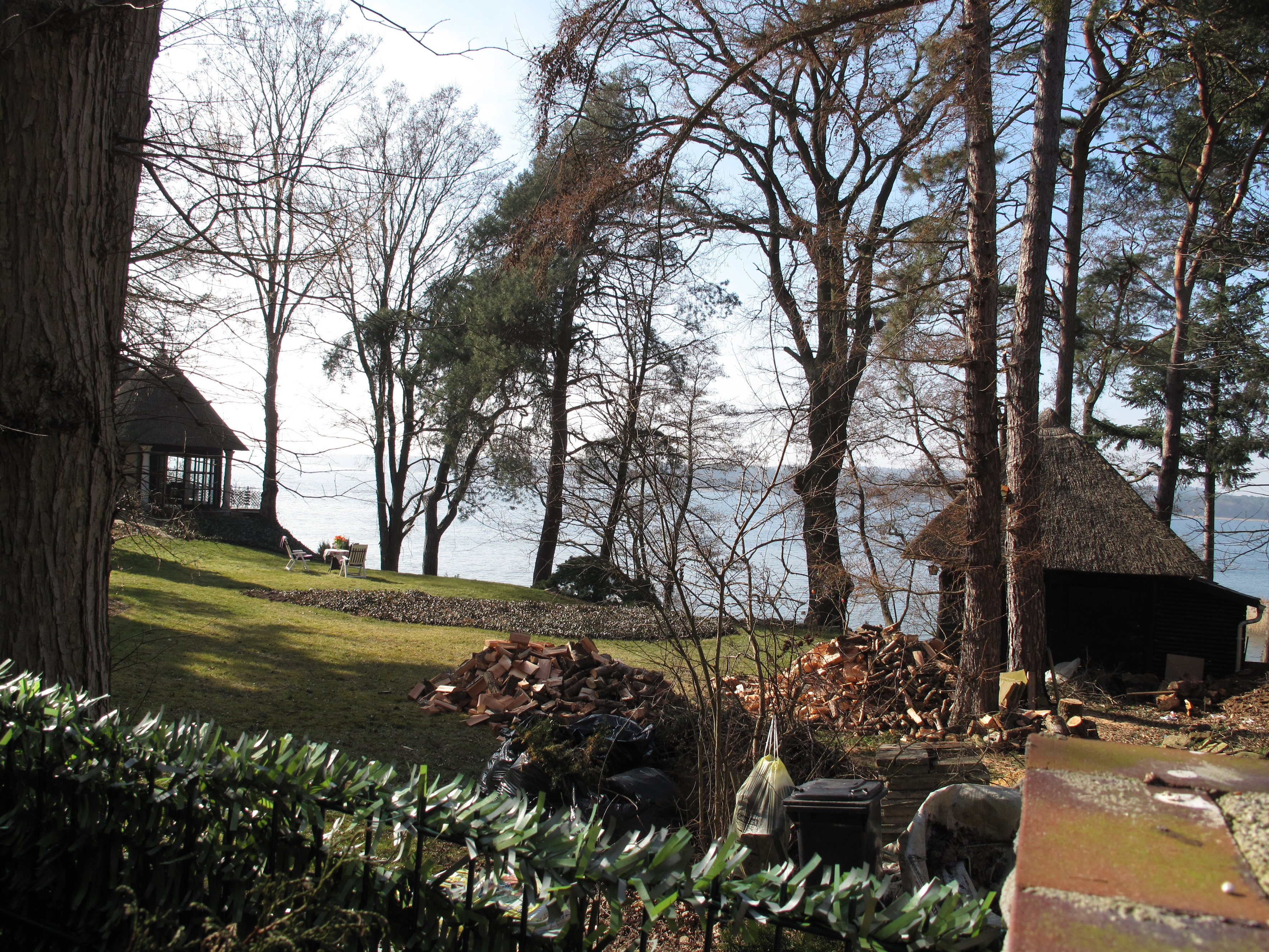
Westhang der Beeskower Platte über dem Scharmützelsee

Der nördliche Rinnenteil trennt die Beeskower von der westlich anschließenden Storkower Platte. Zwischen dem Petersdorfer und dem Scharmützelsee bildet die Rinne einen scharfen Einschnitt zwischen den Rauener Bergen im Westen und den Soldatenbergen/Dubrower Bergen im Osten. Der weichselzeitlich überprägte, saaleeiszeitliche Stauchungskomplex ist durch ein stark gegliedertes Relief geprägt. Da die Petersdorfer Höhen mit den Rauenschen Bergen laut Werner Stackebrandt strukturgeologisch eine Einheit bilden, wird die Storkower Platte oft generalisierend der Beeskower Platte zugeschlagen. Beispielsweise verortet ein Forschungsbericht des Lehrstuhls Gewässerschutz an der Universität Cottbus den Scharmützelsee „im Saarower Hügelland auf der Beeskower Platte“.
Im südlichen Rinnenteil ist die Abgrenzung der Beeskower Platte nach Westen ebenfalls leicht unscharf. Hier wird der schmale Hügelstreifen zwischen der Linie Glubigseen-Godnasee-Neuendorfer See und der gleichfalls von Nord nach Süd verlaufenden Kehrigker Talung (unter anderem gebildet aus den Griesenseen, den Wuckseen, dem Langen See, Krummen See und den Milaseen) gelegentlich noch auf die Beeskower Platte gelegt und erst die westlich der Kehrigker Talung folgende Groß Eichholzer Platte als gesonderte geologische Hochfläche definiert.

### Naturräumliche Haupteinheit
Als Naturraum gehört die Beeskower Platte zum Norddeutschen Tiefland, einer der Naturräumlichen Großregionen Deutschlands. Im Brandenburgischen Heide- und Seengebiet (D12) ist sie als Naturräumliche Haupteinheit Nr. 824 Beeskower Platte der Haupteinheitengruppe Nr. 82 Ostbrandenburgisches Heide- und Seengebiet zugeordnet. Die naturräumliche unterscheidet sich von der geologischen Definition insbesondere im nordwestlichen Bereich, indem sie auf die strukturgeologische Einheit der Rauener Berge und der Soldatenberge/Dubrower Berge abhebt. Diese Gebiete werden gemeinsam dem restlichen, südlichen Teil der Storkower Platte in der Haupteinheit Nr. 821 als Saarower Hügel zusammengefasst. In der naturräumlichen Definition ist die Beeskower Platte von folgenden weiteren Haupteinheiten umgeben: Berlin-Fürstenwalder Spreetalniederung (820), Lieberoser Heide und Schlaubegebiet (826), Leuthener Sandplatte (825) und Dahme-Seengebiet (822).

## Geologie und Böden

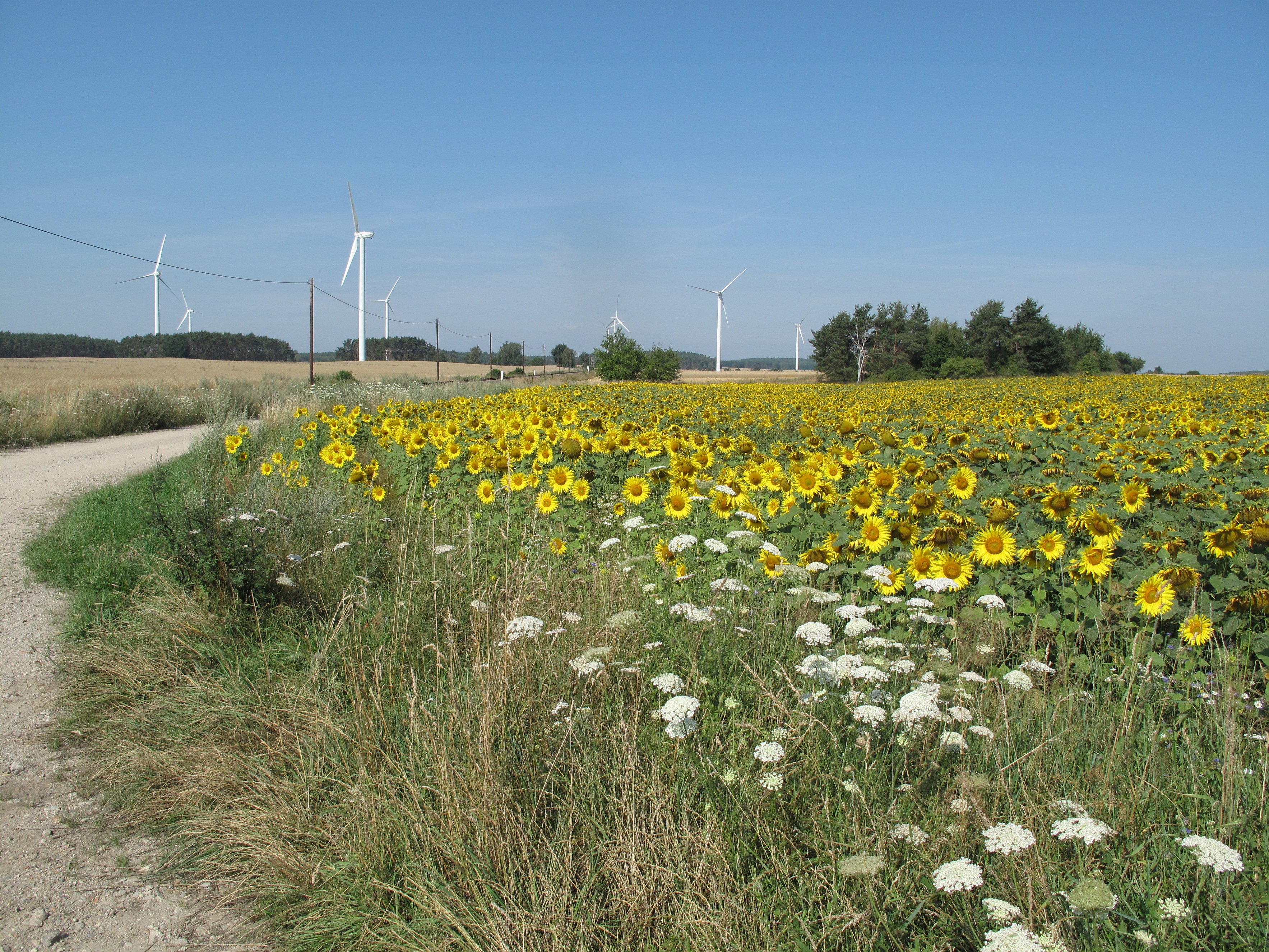
Kulturlandschaft bei Glienicke

Die Oberfläche der Beeskower Platte wurde überwiegend im jüngsten Zeitabschnitt der Erdgeschichte, dem Quartär, gebildet. Im Untergrund treten Sedimentgesteine auf, die dem Tertiär, dem vorhergehenden geologischen Zeitabschnitt, zugeordnet werden. Die Hochfläche wurde durch die wiederholten Vorstöße des skandinavischen Inlandeises während des Eiszeitalters geprägt. Sie ist im Wesentlichen eine Grundmoränenfläche, die der saalezeitliche Eisvorstoß aufgeschüttet beziehungsweise als Geschiebemergel abgelagert hat. An der Oberfläche überwiegen glazigene Ablagerungen des Brandenburger Stadiums der Weichsel-Vereisung. Die nordwestliche reliefstarke Hügellandschaft im Bereich der Dubrower Berge besteht aus einem weichselzeitlich überprägten, eisüberfahrenen saalezeitlichen Stauchungskomplex, der sich nach Westen in den Rauener Bergen fortsetzt und mit den Rauener Bergen eine strukturgeologische Einheit bildet. Der Geowissenschaftler Werner Stackebrandt wies im Jahr 2005 die Beeinflussung des Gebiets durch die neotektonische Senkungzszone nach, die sich von der südlichen Nordsee quer durch Brandenburg bis nach Südpolen erstreckt. Es zeige sich ein neotektonisches Lineationsmuster (penetratives, lineares Gefügeelement in einem Gesteinskörper), „das das ältere (vorwiegend saalezeitliche) glazitektonische Struktureninventar der Rauenschen Berge durchschlägt und sich auch im östlich angrenzenden Grundmoränengebiet fortsetzt.“
Abgesehen von dem Stauchungskomplex und einigen weiteren Erhebungen im westlichen Bereich zum Scharmützelsee hin ist die sandig-lehmige Hochfläche weitgehend flachwellig strukturiert. Für die Grundmoränenflächen sind Parabraunerden, Fahlerden und Braunerden charakteristisch. Auch wenn die Erträge aus diesen Bodentypen vergleichsweise schwach sind, ist die Kulturlandschaft des Plateaus von weiten Ackerflächen geprägt. Einige Fahlerdeböden werden als Weideland genutzt. Ausgedehnte Waldflächen bestehen im Dorf Schwenow, dessen Gemarkung zu 90 % vom Schwenower Forst eingenommen wird. Nach Angabe des Historikers Carl Petersen gehörten die Böden des Kreises Beeskow-Storkow zum Anfang des 19. Jahrhunderts zu den „dürftigsten von ganz Brandenburg“. Nie habe der Boden mehr hergegeben als höchstens das vierte Korn (das Vierfache der Aussaat) und bis in das 18. Jahrhundert hinein könne man sich die Rittergüter nicht „ärmlich genug vorstellen“.

## Klima
Großräumig befindet sich das Plateau im Übergangsbereich zwischen ozeanischem Klima in Westeuropa und kontinentalem Klima im Osten. Kleinräumig sind teils hohe Trockenheit mit vorsommerlicher Dürre prägend. In der Wetterstation Beeskow erfasste der Deutsche Wetterdienst im Jahresmittel der Periode 1961 bis 1990 einen Niederschlag von durchschnittlich 519 mm. Dieses Ergebnis fällt in das untere Zehntel der in Deutschland erfassten Werte. Nur an 5 % der Messstationen des Wetterdienstes wurden niedrigere Werte registriert.
Für das etwa im Zentrum der Hochfläche gelegene Lindenberg gibt der Deutsche Wetterdienst für den Zeitraum 1906/07 bis 2013 eine Jahresmitteltemperatur von 8,8 °C (in den dreißig Jahren 1984 bis 2013 9,4 °C), eine mittlere jährliche Niederschlagsmenge von 557,8 mm und folgende Klimawerte an:
- Temperatur: höchste 38,5 °C am 11. Juli 1959 und 9. August 1992; tiefste −28 °C am 11. Februar 1929
- Wärmster Monat: 24,3 °C Juli 2006; kältester Monat: −12,1 °C Februar 1929
- Wärmstes Jahr: 10,5 °C 2007; kältestes Jahr: 6,4 °C 1940
- Niederschlagsjahressumme: größte 791,8 mm 2010; kleinste 344,2 mm 1911
- Sonnenreichster Monat: 365,4 Std. Juli 2006; sonnenärmster Monat: 6,6 Std. Dezember 1913.[20]

## Ortschaften, Erhebungen und Gewässer
Die nachstehenden Angaben beziehen sich auf die geologische Platte in der oben gegebenen Abgrenzung.

### Städte und Gemeinden
Die deutlich größten Flächenanteile an der Beeskower Platte haben die Gemeinden Tauche und Rietz-Neuendorf, gefolgt von Beeskow. Folgende Städte und Gemeinden oder Teile dieser Städte und Gemeinden liegen auf der Platte. Soweit die angegebenen Orte selbst nicht auf dem Plateau liegen, befinden sich ihre Gemarkungen auf der Hochfläche. Das ist beispielsweise bei Werder der Fall, dessen Dorfkern in der südlichen Spreeniederung liegt. Das historische Zentrum der namengebenden Stadt Beeskow zieht sich im östlichen Spreetal hin, die 1272 erstmals urkundlich erwähnte Burg Beeskow wurde auf einer Insel in der Spree errichtet. Die Gemarkungen beider Orte erstrecken sich weit in das Plateau hinein.
- Von Bad Saarow:
  - Kernort mit Wohnplätzen Bad Saarow-Mitte (östlicher Teil), Annenhof, Pieskow
  - Neu Golm
- Von Beeskow
  - Kernstadt Beeskow
  - Bornow
  - Neuendorf
  - Kohlsdorf
  - Radinkendorf
- Diensdorf-Radlow
- Von Storkow:
  - Limsdorf
  - Schwenow
- Rietz-Neuendorf komplett mit allen Teilen:
  - Ahrensdorf
  - Alt Golm
  - Behrensdorf
  - Birkholz
  - Buckow
  - Drahendorf
  - Glienicke
  - Görzig
  - Groß Rietz
  - Herzberg
  - Neubrück
  - Pfaffendorf
  - Sauen
  - Wilmersdorf

- Von Tauche:
  - Briescht (Teil nördlich der Spree)
  - Falkenberg
  - Giesensdorf inklusive Wohnplatz Wulfersdorf
  - Görsdorf inklusive Wohnplätzen Premsdorf, Blabber, Drobsch
  - Kossenblatt (Teil nördlich der Spree)
  - Lindenberg
  - Ranzig
  - Stremmen
  - Tauche
  - Von Trebatsch der Gemeindeteil Sabrodt
  - Werder
- Langewahl
- Wendisch Rietz (östlicher Teil)

### Erhebungen
Die höchsten Erhebungen der Beeskower Platte liegen im nordwestlichen und nördlichen Bereich, gefolgt vom westlichen Bereich Richtung Scharmützelsee. Von diesen Regionen fällt das Gelände zunehmend Richtung Krumme Spree und Richtung Beeskow ab. Unter den Bergen befinden sich:
- Die Dubrower Berge in der Gemeinde Langewahl erreichen eine Höhe von 150,2 Metern. Auf der Spitze wurde ein Funkmast aufgestellt,
- Die südöstlich anschließenden Lauseberge in Alt Golm haben eine Höhe von 139,5 Metern.
- Der Kesselberg in Pfaffendorf ist 138,0 Meter hoch.
- Die Kosakenberge in Pfaffendorf steigen auf 134,6 Meter an.
- Der Pfaffendorfer Scheuerberg erreicht 129,9 Meter.
- Der Eichberg im Herzberger Gemeindeteil Hartensdorf hat eine Höhe von 126,8 Metern.
- Der Fuchsberg in Pfaffendorf kommt auf eine Höhe von 123,8 Meter.
- Der Dachsberg in Radlow, bereits dicht an der Absenkung zum Scharmützelsee gelegen, erreicht noch eine Höhe von 103,5 Metern.

### Seen und Fließgewässer

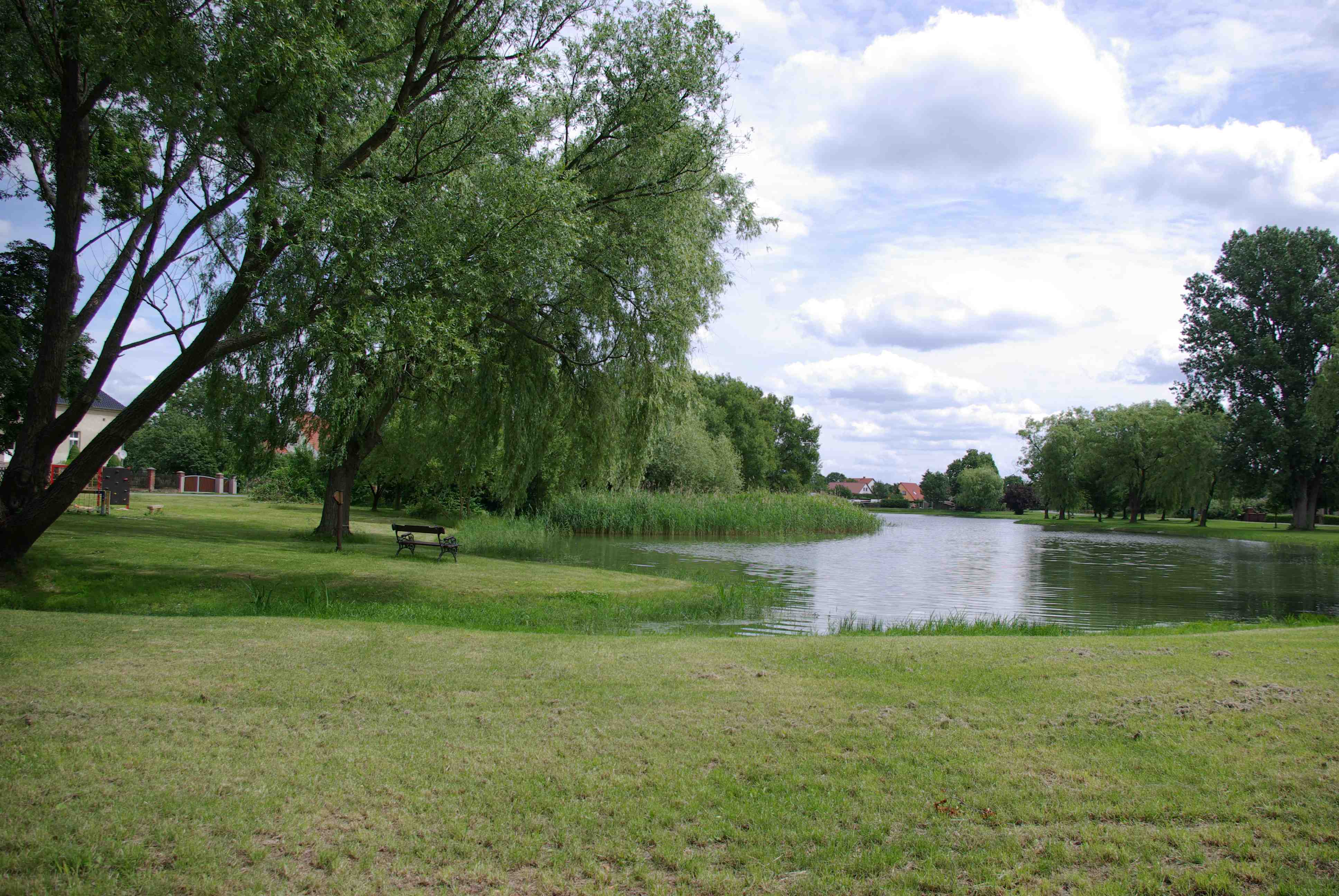
Teich auf dem Anger des Pfaffendorfer Wohnplatzes Lamitsch

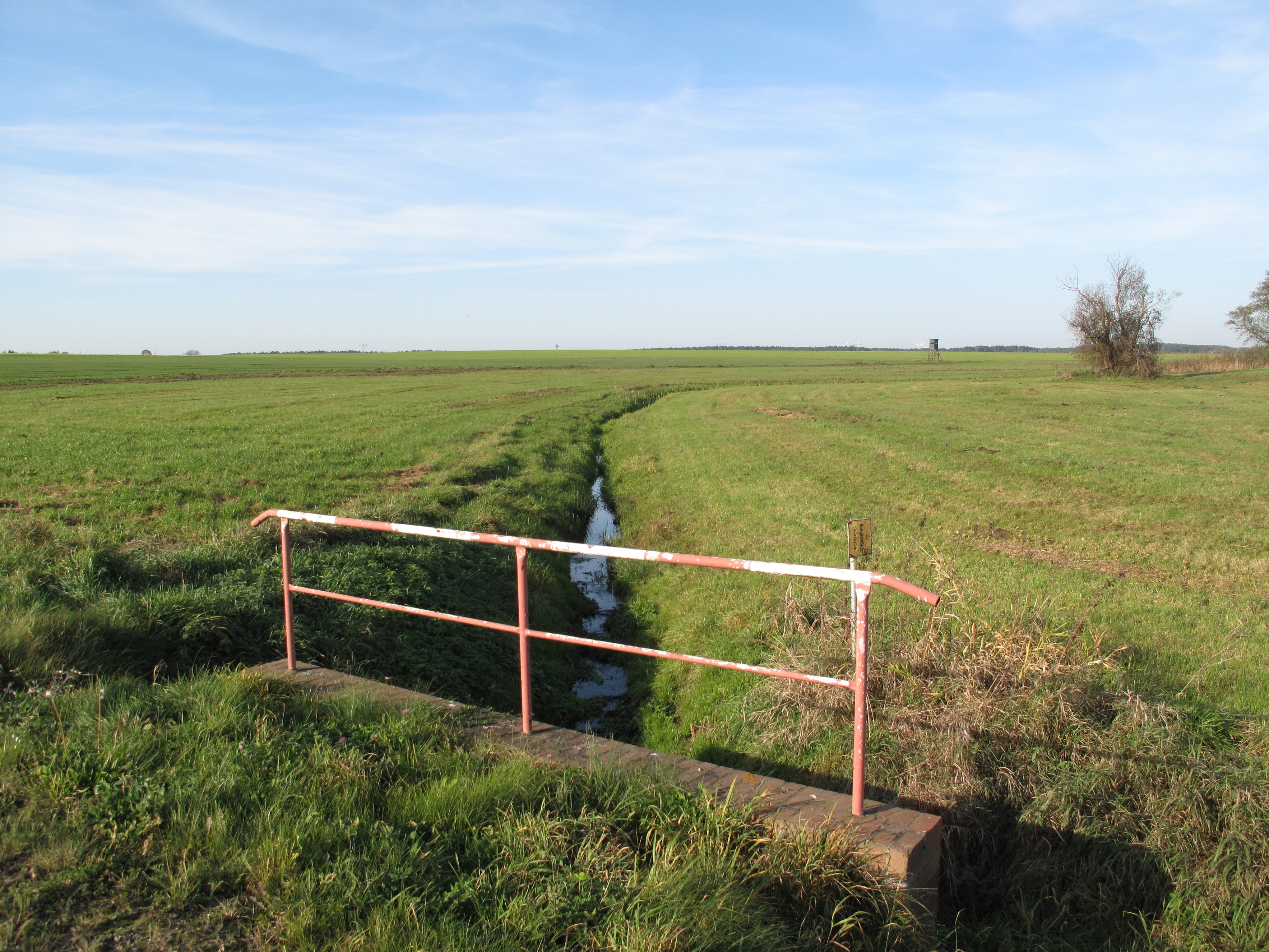
Görsdorf-Wulfersdorfer Fließ auf dem platten Land zwischen Görsdorf und Wulfersdorf

Gelegen bei Kossenblatt auf dem Südrand der Platte, ist der Große Kossenblatter See mit 169 Hektar Wasserfläche der größte See auf dem Beeskower Plateau. Ihm ist südwestlich der 36 Hektar umfassende Kleine Kossenblatter See vorgelagert. Zwischen den beiden Gewässern befindet sich zudem ein kleiner See, der auf eine inzwischen wassergefüllte Tongrube zurückgeht, die in der ersten Hälfte des 20. Jahrhunderts von der Kossenblatter Ziegelei genutzt wurde. Nur durch eine schmale Landzunge getrennt, liegt nordöstlich des großen Sees zwischen Wulfersdorf und Giesensdorf mit dem „Giesensdorfer Teich“ ein weiteres Stillgewässer. Der Teich wurde auf einer zur Fischzucht überfluteten Wiese angelegt, die aber längst aufgegeben wurde. Das zweitgrößte Gewässer ist mit 36 Hektar der Ranziger See auf dem östlichen Plattenrand. Nördlich des Ranziger Sees folgen der Tiefe See (24 Hektar) und der Leipsee (16 Hektar). Daneben gibt es diverse Dorfteiche wie beispielsweise in Görsdorf, im Pfaffendorfer Wohnplatz Lamitsch oder in Wilmersdorf.
Hinzu kommt eine fünfteilige Seenkette auf der südwestlichen Platte, die von Nord nach Süd vom Herzberger See, Lindenberger See, Ahrensdorfer See, Premsdorfer See und Drobschsee gebildet wird. Die Seen werden in einer glazialen Rinne vom größten Fließgewässer auf der Hochfläche verbunden und in die Krumme Spree entwässert, dem inklusive der durchflossenen Seen 13,7 Kilometer langen Blabbergraben. Der 7,92 Kilometer lange Schwenowseegraben führt dem Blabbergraben über den Schwenowsee und den nebenliegenden Drobschsee Wasser zu. Das Kossenblatter Mühlenfließ entspringt etwa im Zentrum der Beeskower Platte westlich von Buckow auf einer Höhe von rund 82 Metern und gelangt nach einem Lauf von 10,9 Kilometern über die Kossenblatter Seen in die Krumme Spree. Östlich des Falkenberger Ortskerns entspringt der 1,5 Kilometer lange Falkenberger Graben, der nach kurzem Lauf südlich des Falkenberger Dorfkerns in das Kossenblatter Mühlenfließ mündet. Im Nordwesten der Gemarkung Falkenberg beginnt das Görsdorf-Wulfersdorfer-Fließ, das wie alle Fließgewässer der Beeskower Platte von Nord nach Süd strömt und nach 5 Kilometern westlich von Wulfersdorf im Großen Kossenblatter See endet. Der mit 13,5 Kilometern zweitlängste Bach, das Briescht-Stremmener Fließ, kommt aus dem Dorfkern Buckows und gelangt östlich von Briescht in die Krumme Spree.
Sämtliche Bäche liegen, insbesondere in den Sommermonaten, zumindest streckenweise trocken. Ihren ökologischen Zustand beziehungsweise ihr ökologisches Potenzial bewertet die zuständige Flussgebietsgemeinschaft Elbe (FGG Elbe) nach der Wasserrahmenrichtlinie (WRRL) – bezogen auf die vier untersuchten Hauptfließe Blabbergraben, Briescht-Stremmener Fließ, Kossenblatter Mühlenfließ, Schwenowseegraben – als „unbefriedigend“ („4“ auf fünfstufiger Skala). Die vier Bäche sind Teil des Gewässerentwicklungskonzepts (GEK) Krumme Spree zur naturnahen Entwicklung von Fließgewässern im Rahmen der WRRL, das ihren ökologischen Zustand verbessern und ihre Durchgängigkeit wiederherstellen will. Der Große Kossenblatter See steht gleichfalls auf der Agenda des Konzepts.

## Schutzgebiete in Natur- und Landschaftsschutz, Flora und Fauna
Auf dem westlichen Teil der Beeskower Hochfläche befinden sich mehrere Schutzgebiete in Natur- und Landschaftsschutz. Weitere Schutzgebiete liegen im Plattenrandbereich im südlichen und östlichen Spreetal.

### Schutzgebiete auf der Platte

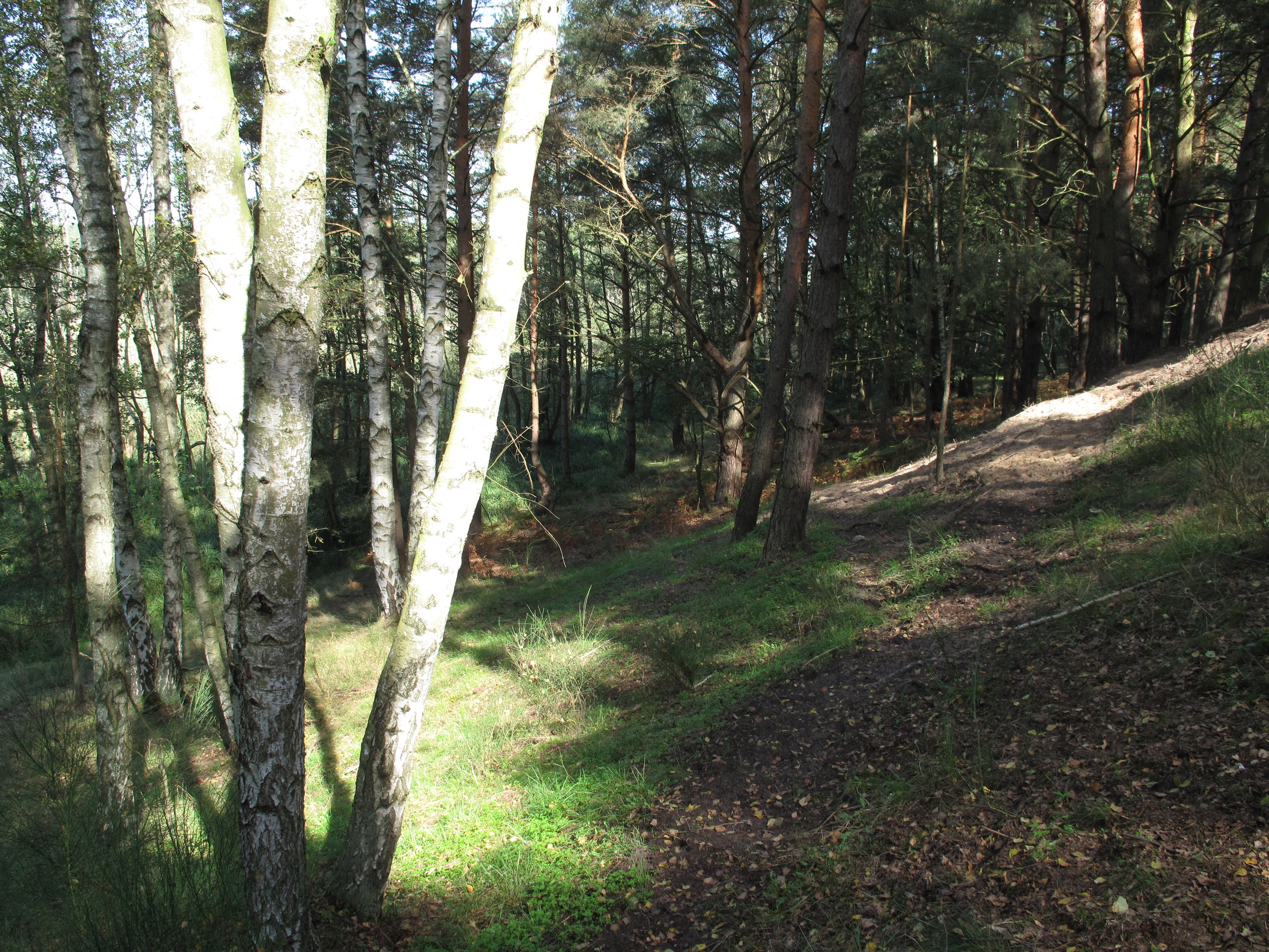
Osthang des Naturentwicklungsgebiets Drobschseerinne

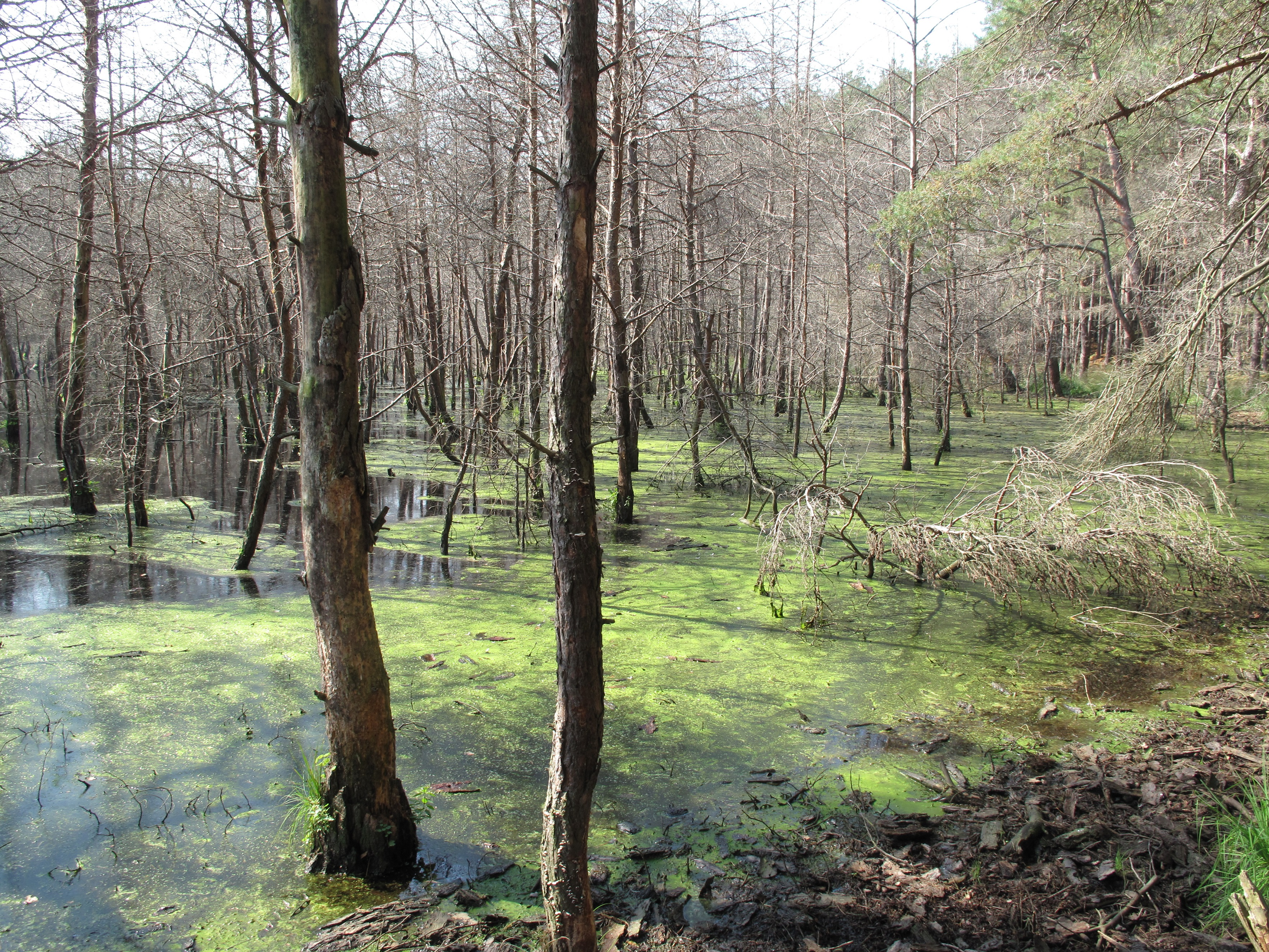
Naturentwicklungsgebiet Guschluch

Der nordwestliche Plattenteil zwischen dem Scharmützelsee und etwa Rietz-Neuendorf, inklusive der Dubrower Berge und des Ahrensdorfer Sees, gehört zum Landschaftsschutzgebiet Scharmützelseegebiet. Die Schutzgebiets-Verordnung vom 11. Juni 2002 sieht als Schutzzweck unter anderem vor, die eiszeitlich geprägte Moränenlandschaft mit reliefstarken, zum Teil feinteilig gegliederten Hügeln der Stauch- und Endmoränen sowie den reliefschwächeren Erhebungen und Senken der Grundmoränen, Seen, Fließgewässer, Moore, Anmoore, Talsande, Sölle, Dünen und Trockentäler zu bewahren. Zudem soll die Funktionsfähigkeit des Wasserhaushaltes, insbesondere der Quell-, Stand- und Fließgewässer und ihrer Uferbereiche erhalten, entwickelt oder wiederhergestellt werden. Der gesamte südwestliche Teil der Hochfläche zwischen dem Südufer des Lindenberger Sees bis zur Krummen Spree ist Teil des Naturparks Dahme-Heideseen und des Landschaftsschutzgebiets Dahme-Heideseen. Ziel der Unterschutzstellung ist unter anderem die Erhaltung eines „typischen Ausschnittes der südlichen Jungmoränenlandschaft innerhalb des Ostbrandenburgischen Heide- und Seengebietes mit ihrem Mosaik aus Seen, Fließgewässern, Mooren, Talsandebenen, Dünen, Hügeln der End- und Grundmoränen sowie den weiträumigen Waldgebieten.“
Ein Teil des Landschaftsschutzgebiets und Naturparks Dahme Heideseen ist als Naturschutzgebiet (NSG) Schwenower Forst und gleichnamiges FFH-Gebiet im kohärenten ökologischen, europaweiten Netz Natura 2000 ausgewiesen. Innerhalb des NSG Schwenower Forst sind wiederum zwei Gebiete, die Drobschseerinne und das Guschluch, als Zone 1 gesondert gekennzeichnet. Diese beiden Naturentwicklungsgebiete (früher: Totalreservat) sind der direkten menschlichen Einflussnahme entzogen. Die Lebensräume und Lebensgemeinschaften in den Zonen sollen langfristig ihrer natürlichen Entwicklung überlassen bleiben. Die rund 39 Hektar große Drobschseerinne umfasst den Südteil des Drobschsees und die vermoorte Blabbergrabenrinne im hier verlandeten Drobschsee bis zur Mündung des Grabens in die Krumme Spree. Hier soll die Erhaltung der natürlichen Gewässer- und Vegetationsdynamik mit ihren Verlandungsstadien sichergestellt werden. Die besondere Unterschutzstellung des 83 Hektar umfassenden Guschluchs dient der Erhaltung und Entwicklung von überregional bedeutsamen, großflächigen Ausbildungen der Sumpfporst-Moorkiefernwälder. Aufgrund der repräsentativen regionalen Schwerpunktvorkommen der „streng zu schützenden“ Arten Kammmolch (Triturus cristatus) und Rotbauchunke (Bombina bombina) wurde das Reichardtsluch östlich von Limsdorf in den 2000er Jahren als Ergänzung in das FFH-Gebiet Schwenower Forst einbezogen (FFH-Gebiet Schwenower Forst Ergänzung).
Im gesamten NSG sieht der Schutzzweck hinsichtlich der Fauna die Erhaltung und Entwicklung des Gebietes als Lebens- beziehungsweise Rückzugsraum und potenzielles Wiederausbreitungszentrum wild lebender Tierarten vor, darunter nach § 10 Abs. 2 Nr. 10 und 11 des Bundesnaturschutzgesetzes besonders und streng geschützter Arten, insbesondere der Vögel und Amphibien, beispielsweise Bekassine (Gallinago gallinago), Fischadler (Pandion haliaetus), Kranich (Grus grus), Seeadler (Haliaeetus albicilla), Rohrdommel (Botaurus stellaris), Erdkröte (Bufo bufo) und Grasfrosch (Rana temporaria). Im Bereich der Flora sollen die Lebensräume zahlreicher besonders geschützter Arten erhalten und entwickelt werden, darunter Breitblättriges Knabenkraut (Dactylorhiza majalis), Sumpfdotterblume (Caltha palustris), Wasserfeder (Hottonia palustris), Sumpf-Schwertlilie (Iris pseudacorus), Sumpf-Platterbse (Lathyrus palustris), Rundblättriger Sonnentau (Drosera rotundifolia), Sumpfporst (Ledum palustre), Wassernuss (Trapa natans), Krebsschere (Stratiotes aloides) und Sumpf-Herzblatt (Parnassia palustris).

### Schutzgebiete im Randbereich der Platte
Im Süden geht das Naturschutzgebiet Schwenower Forst nahtlos in das Landschaftsschutzgebiet Krumme Spree und das FFH-Gebiet Spree über, das die Flussaue der Krummen Spree mit ihren „typischen Lebensräumen“ als landesweit „bedeutsames Fließgewässer mit herausragender Verbindungs- und Ausbreitungsfunktion für Fischotter, Biber und zahlreiche Fischarten“ schützt. Bei Alt-Schadow besteht in der Aue der Krummen Spree und im südwestlichen Randbereich der Hochfläche bis etwa zum Godnasee zusätzlich das Naturschutz- und FFH-Gebiet Josinsky-Luch. Ferner ist östlich von Briescht mit 111 Hektar das FFH- und Naturschutzgebiet Spreebögen bei Briescht ausgewiesen. Der FFH-Steckbrief charakterisiert das Gebiet wie folgt: „Begradigter Abschnitt des Spreemittellaufes mit angeschlossenen, markant ausgebildeten Mäandern und eingeschlossener sowie angrenzender, überwiegend grünlandgeprägter Auenvegetation.“

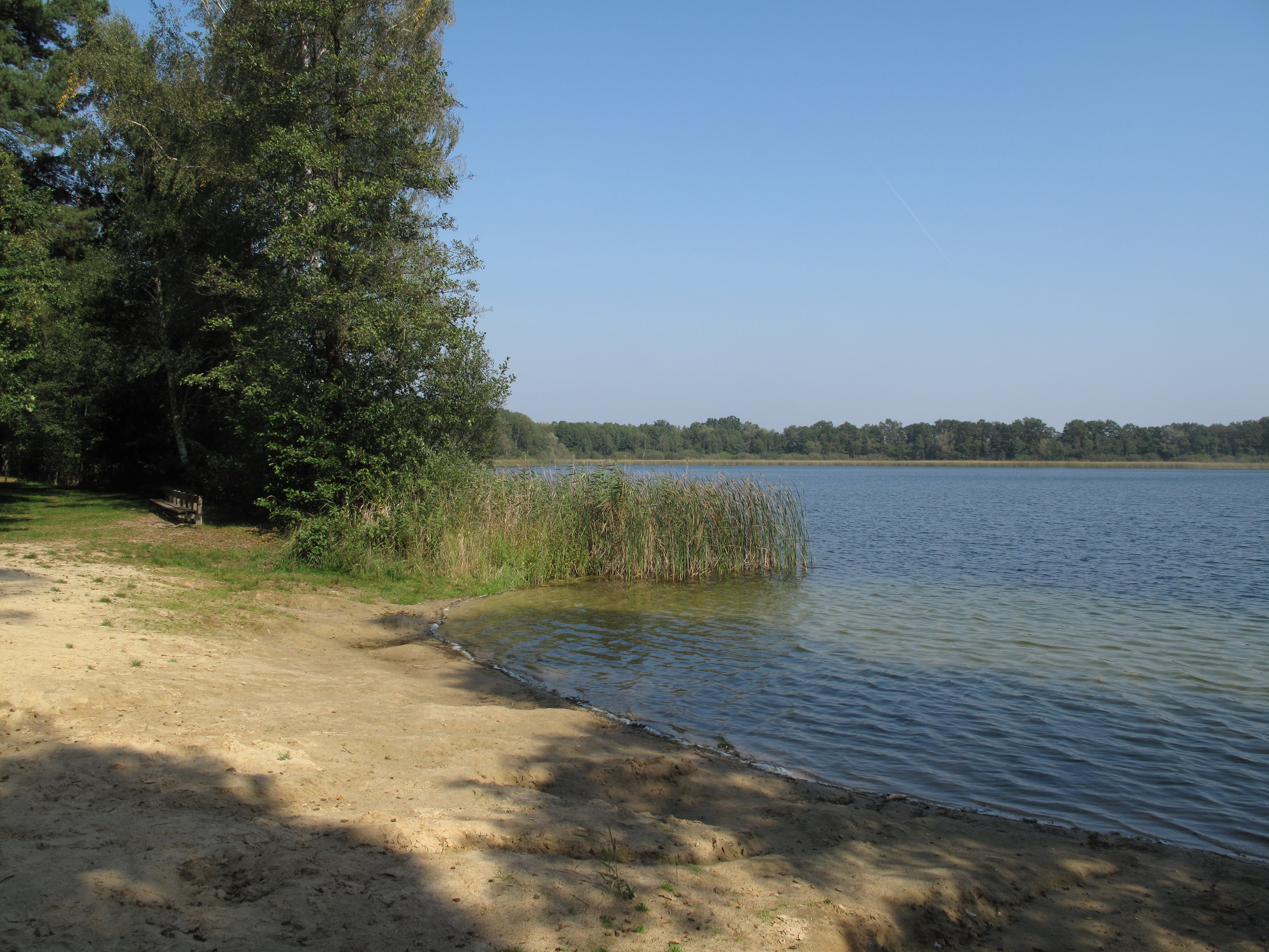
Ranziger See, Teil des Landschaftsschutzgebiets „Schwielochsee“

Weitere Schutzgebiete liegen im östlichen Plattenrandbereich in der Schwielochsee-Spree-Rinne:
- Das Landschaftsschutzgebiet Schwielochsee umfasst den Schwielochsee und die Flussaue bis Beeskow. Seine Westgrenze bildet die Bundesstraße 87, sodass es den Ranziger See, Tiefen See und Leipsee einschließt.
- In dem Landschaftsschutzgebiet befindet sich das 108 Hektar große Naturschutz- und FFH-Gebiet Alte Spreemündung. Es liegt im südöstlichen Teil einer „Insel“, die von dem Sawaller Altarm, dem heutigen Hauptarm der Krummen Spree und dem Schwielochsee umgrenzt wird. Der Altarm (eigentlich ein Nebenarm) mündet in den Schwielochsee, der Hauptarm in den sogenannten Hals zwischen dem Schwielochsee und Glower See. Der Boden des Schutzgebiets besteht überwiegend aus Erdniedermoor mit einem dauerhaft hohen Grundwasserspiegel. Ziel der Schutzmaßnahmen ist unter anderem die Erhaltung der Pfeifengraswiesen.[38]
- Ein weiterer Teil des Landschaftsschutzgebiets Schwielochsee ist als Naturschutz- und FFH-Gebiet Spreewiesen südlich Beeskow deklariert, das gleichfalls bis an die Bundesstraße 87 heranreicht. Das NSG umfasst 487 Hektar und zielt unter anderem auf den Schutz „wertvoller Biotope, insbesondere von stehenden und fließenden Gewässern, von Niedermoor- und Verlandungsbereichen mit ihren verschiedenartigen Sumpf-, Ried- und Röhrichtgesellschaften, von trockenen bis feuchten Grünlandausprägungen sowie deren Brachen, von artenreichen Säumen, Gehölzgruppen, Erlenbrüchen, Auwaldrelikten und Eichen-Mischwäldern; […].“[39]
- Nördlich von Beeskow, etwa zwischen Radinkendorf und Neubrück, folgt mit 695 Hektar das Naturschutz- und FFH-gebiet Schwarzberge und Spreeniederung. Die zu schützenden Biotope in der Flussaue entsprechen in etwa den Biotopen im NSG Spreewiesen südlich Beeskow. Das Kerngebiet des NSG, der Kleine Schwarzberg, liegt bereits östlich der Spree auf der Gemarkung Ragows.[40]

## Siedlungs- und Verwaltungsgeschichte
Siedlungsspuren gibt es auf der Beeskower Platte bereits aus der ur- und frühgeschichtlichen Zeit. So verzeichnet die Liste der Bodendenkmale in Rietz-Neuendorf für zahlreiche Orte und die Bodendenkmalliste Tauche für die Dörfer Falkenberg, Lindenberg und Görsdorf urgeschichtliche Siedlungen oder Siedlungen aus dem Neolithikum, Rast- und Werkplätze aus dem Mesolithikum sowie bronzezeitliche Siedlungen.

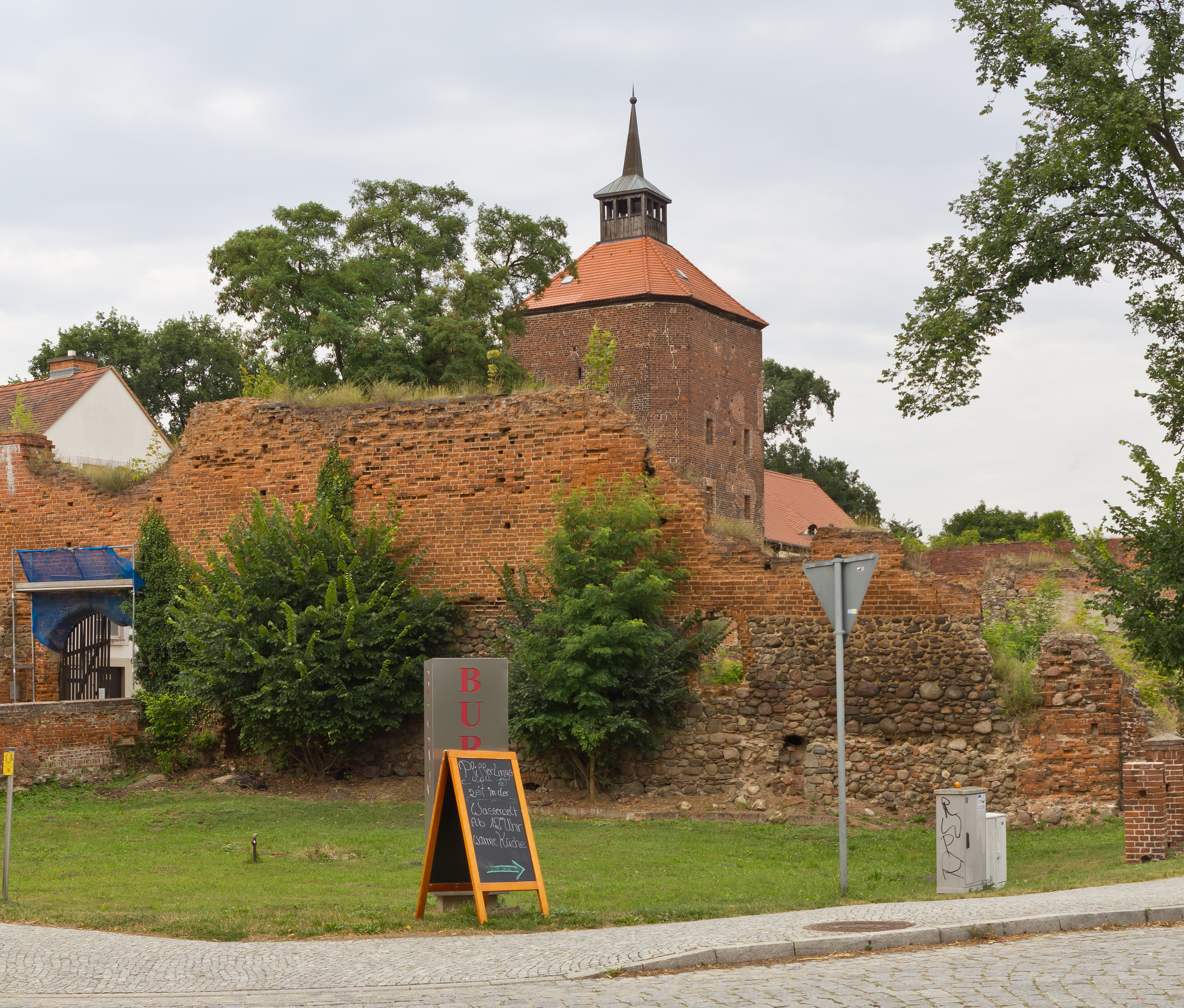
Die Burg Beeskow, Zentrum der Herrschaft Beeskow und später Sitz des Amtes Beeskow

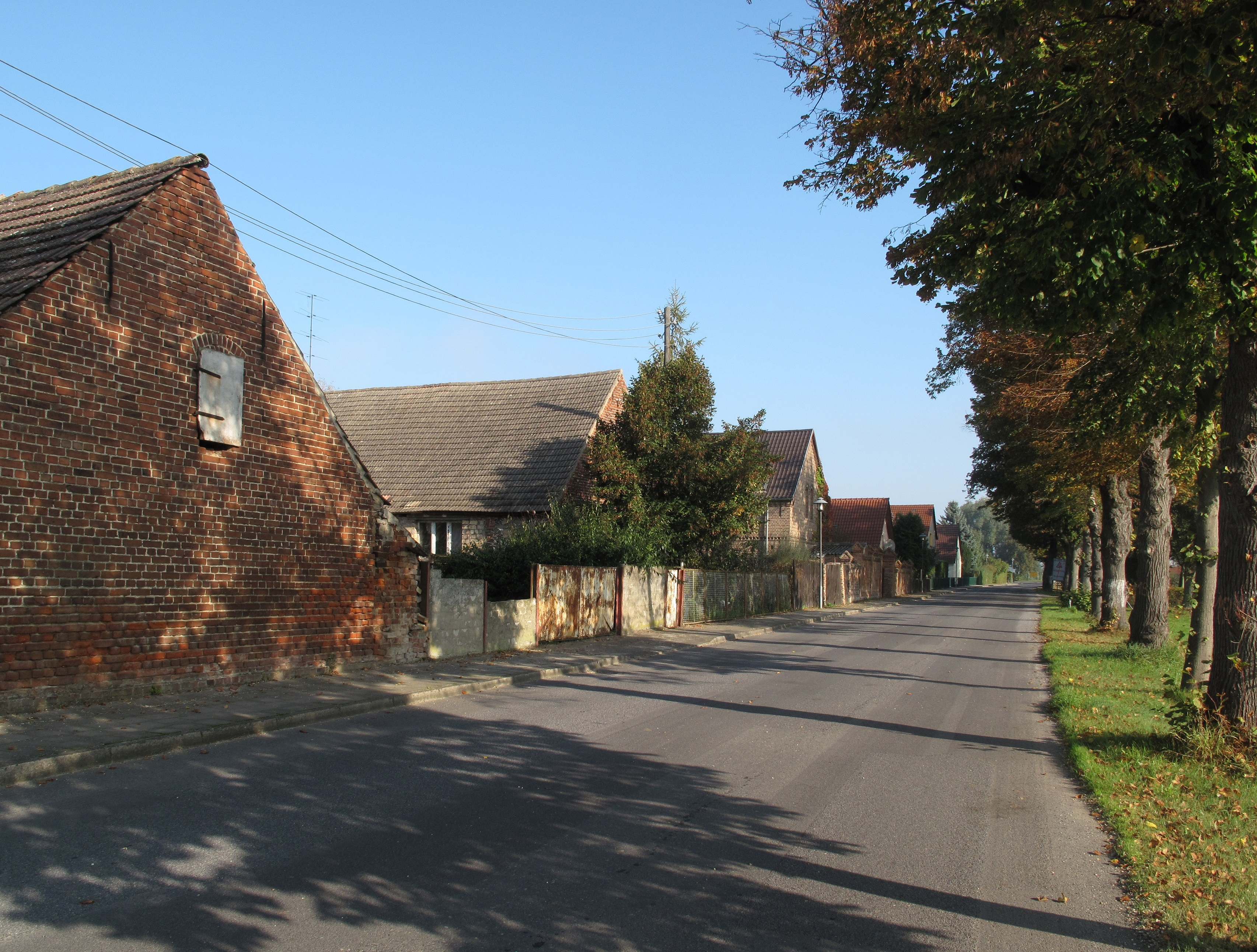
Giebelständige Bauernhäuser in Falkenberg

In Briescht hinterließen Rentierjäger aus der letzten Kaltphase in der Jüngeren Dryaszeit (um 10.000 v. Chr.) ein Silexinventar (vgl. Silex und Inventar), das der Ahrensburger Kultur zugerechnet wird. Die spärliche germanische Besiedlung des ostbrandenburgischen Seen- und Heidegebiets erfolgte erst in der älteren römischen Kaiserzeit gegen Ende des 2. Jahrhunderts n. Chr. Sie wird mit den Burgunden und der Przeworsk-Kultur in Verbindung gebracht. Zwei der wenigen spätkaiserzeitlich-völkerwanderungszeitlichen Siedlungen wurden bei Briescht und Wolzig entdeckt. Ab dem 4. Jahrhundert wanderten die germanischen Siedler aus dem Gebiet ab.
Die slawische Landnahme erfolgte auf der Hochfläche vereinzelt bereits im 7. Jahrhundert, wie nach Angabe von Sophie Wauer die für die frühslawische Zeit charakteristische handgefertigte, weitgehend unverzierte Keramik zeigt, die in Briescht, Görsdorf und Sauen gefunden wurde. Diese Keramik wurde der Sukow-Szeligi-Gruppe zugeordnet, allerdings wurde dieser Gruppenbegriff aus den 1980er-Jahren inzwischen wieder verworfen. In Rietz-Neuendorf bestehen mehrere Bodendenkmale aus dem slawischen Mittelalter, in Buckow ist ein slawischer Burgwall aus dieser Zeit geschützt. Die Landnahme im Zuge der deutschen Ostsiedlung erfolgte spätestens zu Beginn des 13. Jahrhunderts aus dem Wettinischen heraus. Die Beeskower Platte wurde zum Zentrum der Herrschaft Beeskow, die zur Markgrafschaft Lausitz gehörte. Erst 1575 fielen die Herrschaft Beeskow und damit die Hochfläche faktisch an Brandenburg.
Von 1518 bis 1872/1874 war das Plateau überwiegend Teil des Amtes Beeskow. Bis zur Bauernbefreiung war nahezu jeder Ort ein landwirtschaftliches Rittergut. Im Jahr 1736 erwarb der „Soldatenkönig“ Friedrich Wilhelm I. die Güter und das Schloss Kossenblatt. Der königliche Besitz wurde auf weitere Teile der Hochfläche ausgedehnt. Der König bildete daraus das Amt Kossenblatt, das er seiner Herrschaft Wusterhausen (später Herrschaft Königs Wusterhausen) eingliederte, bei der diese Gebiete bis 1872 verblieben. Die Landwirtschaft blieb auch im 20. Jahrhundert der zentrale Wirtschaftszweig auf der Hochfläche. In der sogenannten „Kollektivierungsphase“ der DDR zwischen 1952 und 1960 wurden die Betriebe in Landwirtschaftliche Produktionsgenossenschaften (LPG) überführt. Zur Siedlungs-, Wirtschafts- und Verwaltungsgeschichte im Einzelnen sowie zur Gegenwart siehe die Angaben in den jeweiligen Ortsartikeln. Eine Aufrechnung der Einwohnerzahlen der unter Kapitel 3.1. verzeichneten Orte ergibt für die Beeskower Platte mit Stand Ende 2013 eine Gesamtbevölkerungszahl von rund 19.000.

## Die Beeskower Platte in der Literatur
Auf seinen Wanderungen durch die Mark Brandenburg besuchte Theodor Fontane im Mai 1862 das Schloss Kossenblatt. Der Weg von Beeskow zum Schloss führte ihn über die Hochfläche.

„Ein leichter Wagen nahm mich auf und in brennender Sonnenhitze macht' ich den Weg. Die Landschaft war geradezu trostlos und jedes kommende Dorf erschien noch ärmer als das voraufgegangene. Mahlender Sand und Kiefernheide, dazwischen Brach- und Fruchtfelder, die letzteren so kümmerlich, daß ich meinte die Halme zählen zu können.“

Rund zwanzig Jahre später, vom 7. bis 9. April 1881, unternahm Fontane eine weitere Reise in die Region, die er als Eine Osterfahrt in das Land Beeskow-Storkow überschrieb, auch wenn sie eine Woche vor Ostern stattfand. Dabei besuchte er unter anderem Pieskow und das Schloss Groß Rietz. Erneut stach ihm die trostlose Öde und Armut der Hochfläche ins Auge. Von seinem Kutscher Moll hielt er den Satz fest: „Is das eine Gegend! In Saarow is nichts, das kenn ich, und hier in Pieskow is gar nichts.“ Zum Aufbruch von Pieskow nach Groß Rietz schrieb er: „Eine halbe Stunde später verabschiedeten wir uns und fuhren aus dem unwirtlichen Pieskow, in dem nicht mal mehr ein Grabstein von besseren Zeiten redete (wenn es bessere Zeiten waren), in die sandig hügelige Feldmark hinaus.“

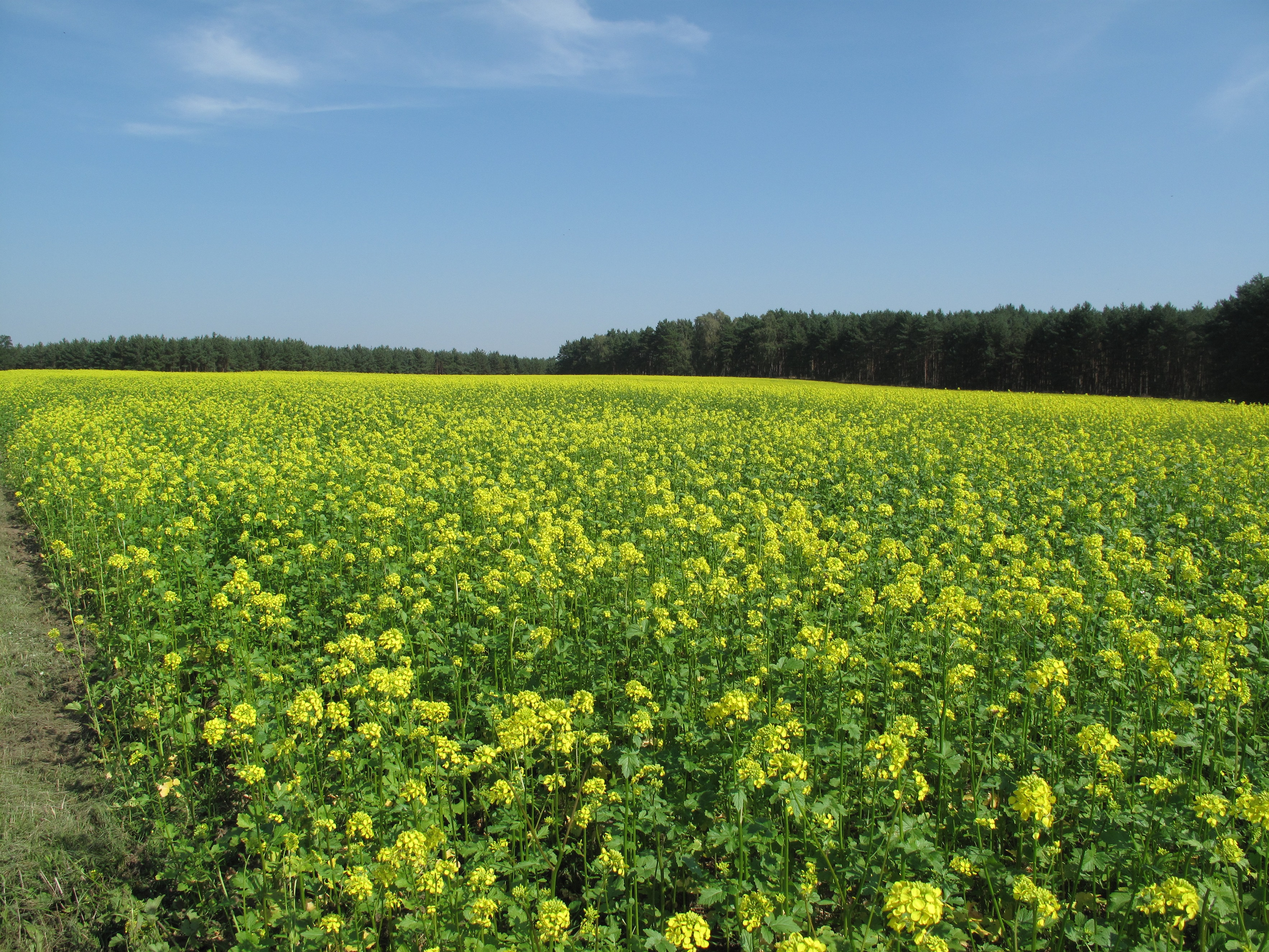
De Bruyns „unzeitgemäße Stille“ über einem Rapsfeld zwischen Ahrensdorf und Werder

Der Schriftsteller Günter de Bruyn, der seit 1969 in der ehemaligen Blabberschäferei am Blabbergraben wohnt, widmete der Beeskower Platte sein 2006 erschienenes Werk Abseits. Liebeserklärung an eine Landschaft, in dem er nach Darstellung des Literaturkritikers Andreas Isenschmid der vermeintlichen Eintönigkeit der Landschaft „unzählige Nuancen“ entlockt. Monoton sei diese Landschaft, schreibt de Bruyn, nur für den Durchreisenden. Die „Vorzüge der hier zu beschreibenden Gegend“ bestünden vor allem in dem, was ihr fehle, ihrem „Mangel an Menschen, Reizen und Geräuschen.“ Das „Beste dieser spröden, oft auch abweisenden Schönen“ sei ihre „unzeitgemäße Stille.“

„Der Hochfläche fehlen die Wälder; sie zeigt inmitten ihrer weiträumigen Äcker nur vereinzelte Wäldchen, die der rigorosen Flurbereinigung der sechziger und siebziger Jahre des vorigen Jahrhunderts entgangen sind. […] Vor einem halben Jahrhundert, als noch viele selbständige Bauern ihr Land bebauten, sah es hier anders aus. Da waren die Ackerflächen noch aufgeteilt in viele Parzellen, da gab es neben den noch vorhandenen, die Dörfer miteinander verbindenden Wegen noch unzählige andere, die zu den einzelnen Äckern führten. Da gab es viele Feldraine, die mit Labkraut und Wegwarte bestanden waren, […].“

In dem gleichfalls literarisch-dokumentarischen Werk Kossenblatt. Das vergessene Königsschloss. aus dem Jahr 2014 stellt de Bruyn fest, dass sich die Landschaft nicht durch „Großartigkeit und Erhabenes, wie Felsengebirge oder endlose Ebenen [auszeichnet], sondern durch abwechslungsreiche Kleinteiligkeit […].“